# فيليب دانجوبيتش
فيليب دانجوبيتش هو لاعب كرة قدم كرواتي في مركز الهجوم، ولد في 5 مايو 1995 في رييكا في كرواتيا. شارك مع منتخب كرواتيا تحت 17 سنة لكرة القدم ومنتخب كرواتيا تحت 20 سنة لكرة القدم ومنتخب كرواتيا تحت 21 سنة لكرة القدم. أما مع النوادي، فقد لعب مع نادي تساليه ونادي رييكا ونادي سبارتاك ترنافا ونادي سينيتسا ويو تي أي أراد.

## وصلات خارجية
- فيليب دانجوبيتش على موقع اتحاد كرواتيا (الكرواتية)
- فيليب دانجوبيتش على موقع قاعدة بيانات كرة القدم.إي يو (الإنجليزية)
- فيليب دانجوبيتش على موقع Soccerway.com (الإنجليزية)
- فيليب دانجوبيتش على موقع عالم كرة القدم.نت (الإنجليزية)